# Czarna Wieś (województwo śląskie)
Czarna Wieś – wieś w Polsce położona w województwie śląskim, w powiecie kłobuckim, w gminie Wręczyca Wielka.
W latach 1975–1998 miejscowość administracyjnie należała do województwa częstochowskiego.
Czarna Wieś położona jest na południowy zachód od Wręczycy Wielkiej, należy do obwodu szkolnego Zespołu Szkół w Węglowicach. Powierzchnia wsi wynosi 406 ha. Wierni kościoła rzymskokatolickiego należą do parafii św. Jacka w Borze Zapilskim.

## Historia i zabytki
Nazwa wsi pochodzi od dymu, który spowijał wieś, a pochodził z wypalania węgla drzewnego w Węglowicach. Pierwsza wzmianka o miejscowości pochodzi z 1810 roku, z aktu erekcyjnego parafii w Truskolasach.
Na terenie Czarnej Wsi znajduje się cmentarz z ogrodzeniem i kaplicą cmentarną z 1937. Cechy zabytkowe mają również drewniane domy nr 69 i 77. Kościół parafialny faktycznie znajduje się w Czarnej Wsi, która w chwili powstania parafii była tzw. pustkowiem – częścią Boru Zapilskiego.

## Ochotnicza Straż Pożarna w Czarnej Wsi
Jednostka Ochotniczej Straży Pożarnej powstała w 1955 roku, a jej założycielami byli mieszkańcy Czarnej Wsi i Boru Zapilskiego. Prezesem jednostki został Mieczysław Kall. Drużyna liczyła 24 członków. W 1968 roku zakupiono działkę pod budowę remizy, a rok później rozpoczęto prace. Budynek został oddany do użytku 22 lipca 1975 roku.

## Komunikacja publiczna
Z Czarnej Wsi można się dostać autobusami GTV m.in. do Częstochowy, Kłobucka i Praszki.